# Кинематограф Казахстана
Кинематограф Казахстана — киноискусство и киноиндустрия Казахстана.

## Зарождение кинематографа в Казахстане
Первый киносеанс на территории Казахстана состоялся 14 июля 1910 года в Верном (ныне Алматы), в здании будущего кинотеатра «Марс». В том же году в Кокшетау появился первый летний кинотеатр. В 1910 году в Верном появился «Электротеатр XX век» — первый регулярно работающий кинотеатр. Однако это были исключительно коммерческие проекты, которые не привели ни к распространению киноискусства, ни к созданию киноиндустрии. В 1930-е годы были построены крупные кинотеатры: в Алматы — «Алма-Ата», «Алатау», «Ударник»; в Караганды — «Казахстан», «Шахтер», в Кызыл-орде — «Аман-гельды».
Первые шаги в сторону создания казахстанского кино состоялись в 1925 году, когда была проведена хроникальная съёмка V съезда Советов республики, проходившего в Кзыл-Орде. В том же году появился первый документальный фильм о Казахстане «Пятая годовщина КазАССР», выпущенный ленинградской студией «Совкино».
В 1929 году в Алма-Ате была создана первая киностудия, являвшаяся производственным отделением Всероссийского треста «Востоккино» (в 1934—1935 годах — «Востокфильм»). Были построены лаборатория, монтажная, мультипликационная студия и цех по съёмке надписей. Отделение самостоятельно выпустило несколько хроникальных киножурналов под общим названием «Последние известия». Выпускались отдельные короткометражные документальные фильмы-очерки, среди которых «Кооперация в аулах» (о изменении быта казахов), «Новая столица» (об Алма-Ате), «Кызыл Аскер», «На джайлау» (о работе передвижных «красных юрт», занимавшихся ликбезом и продвижением культуры среди кочевых казахов), «Алма-Ата и её окрестности», «Прибытие первого поезда в Алма-Ату», «Школы ликбеза». Наибольшую же популярность обрёл документальный фильм «Турксиб» (реж. В. Тюрин).
Однако хотя организаторы алма-атинского отделения треста «Востоккино» планировали создание полноценной автономной киностудии на его базе, уже в 1931 году отделение было закрыто. Причиной тому оказались слабость технической базы и отсутствие сценариев.
Тем не менее, в 1934 году была организована Алма-Атинская студия кинохроники. Начался регулярный выпуск киножурнала «Советский Казахстан» и документальных фильмов. В Москве было начато дублирование советских фильмов на казахский язык.

## Первые связанные с Казахстаном фильмы
В 1928 году на «Совкино» был снят «Мятеж» — первый художественный фильм на казахстанском материале, экранизация одноимённого романа Д. Фурманова (режиссёр С. Тимошенко). В 1935 году на «Мосфильме» по роману И. П. Шухова «Ненависть» снят художественный фильм «Вражьи тропы» (режиссёр И. Правов). Трест «Востоккино» выпустил художественные фильмы «Джут» (1931) и «Тайна Каратау» (1932).
В 1938 году на «Ленфильме» был снят фильм «Амангельды», который считается первым казахским художественным фильмом. Его сценарий, созданный Б. Майлиным и Г. Мусреповым совместно с Вс. Ивановым, стал первой кинодраматургической работой казахстанских писателей. Режиссёром фильма стал М. Левин, исполнителем заглавной роли — Е. Умурзаков. Фильм обрёл огромную популярность в Казахской ССР, а его создатели были награждены Почётными грамотами Верховного Совета Казахской ССР. Затем М. Ауэзов пишет киносценарий историко-революционного фильма «Райхан» (1940).

## Казахстанский кинематограф в годы Великой Отечественной войны
В 1941 году на основании Постановления Совета Народных комиссаров Казахской ССР № 762 от 12 сентября 1941 года была организована Алма-Атинская киностудия художественных фильмов. 15 ноября 1941 года Алма-Атинская киностудия слилась с эвакуированными в Казахстан киностудиями «Мосфильм» и «Ленфильм» в Центральную Объединённую киностудию (ЦОКС), которая работала в Алма-Ате до 1944 года и выпускала в годы войны 80 % всех отечественных художественных фильмов. В частности, в павильонах ЦОКС были сняты обе серии фильма «Иван Грозный» С. Эйзенштейна и проходил финальный этап съёмок фильма «Свинарка и пастух» И. Пырьева.
Казахстанской тематике посвящены снятые на ЦОКС художественные фильмы «Белая роза» и «Батыры степей» (другое название — «Песнь о великане»), новелла «Сын бойца» из «Боевого киносборника № 12», фильм-концерт «Под звуки домбр». В создании сценария фильма «Батыры степей» принимал участие казахский писатель А. Тажибаев, новеллы «Сын бойца» — Г. Мусрепов. Фильм «Белая роза», увидевший свет в 1942 году, считается первой казахской кинокомедией (режиссёр Ефим Арон, в ролях: Шакен Айманов, Нурсулу Тапалова, Серке (Сералы) Кожамкулов и др.).
25 января 1944 года Алма-Атинская киностудия была переименована в Алма-Атинскую киностудию художественных и хроникально-документальных фильмов. В 1945 году после реэвакуации «Мосфильма» и «Ленфильма» Алма-Атинская киностудия художественных и хроникально-документальных фильмов начала работать самостоятельно.
На Алма-Атинской студии кинохроники во время войны трудились известные советские документалисты: Д. Вертов (снявший в Алма-Ате две киноленты — «Тебе, фронт» (1943) и «В горах Ала-Тау» (1944)), И. Венжер, А. Ованесова, Я. Посельский, М. Слуцкий и другие. Были выпущены свыше 40 полнометражных и 10 короткометражных документальных кинофильмов. Документальная киноиндустрия выполняла важную идеологическую нагрузку и формировалась из государственной позиции: политическая агитация, пропаганда образа жизни и успехов, просвещения и т. д..

## Кинематограф Казахской ССР в послевоенное время
В годы войны, благодаря общению с москвичами и ленинградцами — выдающимися мастерами советского кино, удалось подготовить кадры национального кинематографа, которые продолжили работу после реэвакуации учителей. В 1945 году режиссёры Г. Рошаль и Е. Арон по сценарию М. Ауэзова сняли фильм «Песни Абая» — первый национальный фильм послевоенного Казахстана.
В 1952 году вышел фильм Е. Дзигана «Джамбул», снятый по сценарию А. Тажибаева и Н. Погодина. Главную роль в фильме сыграл Ш. Айманов, впоследствии прославившийся не только как актёр, но и как выдающийся режиссёр. С фильма-спектакля «Поэма о любви», снятого Аймановым в 1954 году по сценарию Г. Мусрепова, начинается регулярный выпуск художественных фильмов на Алма-Атинской киностудии. Большинство из них были посвящены современности, колхозному быту, освоению целины. Активно разрабатывалась и историко-революционная тематика.
Наиболее значимые фильмы 1950-х годов — «Мы здесь живём», «Наш милый доктор» (режиссёр Ш. Айманов), «Дочь степей» (режиссёры Ш. Айманов, К. Гаккель), «Его время придёт», комедия «Возвращение на землю» (1959) (режиссёр обоих фильмов — М. Бегалин), «Ботагоз» (режиссёр Е. Арон), «Мы из Семиречья» (режиссёр С. Ходжиков), комедия «Девушка-джигит» (1956; режиссёр П. Боголюбов). В этот период снимались как драматические фильмы («Его время придёт», посвящённый Чокану Валиханову), так и музыкальные комедии («Наш милый доктор», «Песня зовёт» о жизни «поющего аула» и любви сельчан к искусству).
Видные казахские драматурги 1950-х годов — Ш. Хусаинов, B. Абызов, Д. Снегин, в 1960-е годы — писатели О. Сулейменов («Земля отцов»), А. Тарази («Следы уходят за горизонт», «Выстрел на перевале Караш»), Л. Таигенов, А. Сацкий («Сказ о Матери»), К. Мухамеджанов, Л. Варшавский («Алдар-Косе», при участии Ш. Айманова), К. Искаков («Дорога в тысячу вёрст»).
9 января 1960 года Алма-Атинская киностудия была переименована в киностудию «Казахфильм». 8-9 января 1963 года состоялся Первый Учредительный съезд Союза кинематографистов Казахстана. 28 мая 1963 года был создан Государственный Комитет Совета Министров Казахской ССР по кинематографии — Госкино Казахской ССР.
Режиссёры Айманов, Бегалин и Ходжиков оставались главными фигурами казахстанского кинематографа и в 1960-е годы. Проблематика фильмов продолжает расширяться. В частности, в фильмах на революционную тематику противники советского строя (классовые враги — баи) начинают показываться уже не карикатурно и с откровенным осуждением, а как герои сложной и трагической судьбы. К таким новаторских образам «отрицательных» героев можно отнести бая Жунуса из фильма А. Карсакбаева «Тревожное утро» и бая Жарас-бая из фильма киргизского режиссёра Б. Шамшиева «Выстрел на перевале Караш» (по мотивам повести М. Ауэзова). Всё большее внимание режиссёры уделяют фильмам-биографиям, таким как «За нами Москва» (1967, о Бауыржане Момышулы), «Песнь о Маншук» (1969, о Маншук Маметовой), «Брат мой» (1972, о Гани Муратбаеве), «Күш атасын танымас» (1985, о борце Кажымукане), «Снайперы» (1985, об Алие Молдагуловой), «Султан Бейбарс» (1989, о султане Бейбарсе) и др.
Одним из лидеров советского кинопроката того времени стал «Конец атамана» — последняя работа Ш. Айманова, законченная в 1970 году. Среди других ключевых работ этих лет — «Кыз-Жибек» (1970, режиссёр С. Ходжиков), «Меня зовут Кожа» (1963, режиссёры А. Карсакбаев и Т. Дуйсебаев), «Тревожное утро» (1966, режиссёр А. Карсакбаев), «В одном районе» (1960), «Песня зовёт» (1961), «Перекрёсток» (1963), «Алдар-Косе / Безбородый обманщик» (1964), «Земля отцов» (1966), «Ангел в тюбетейке» (1968, режиссёр всех — Ш. Айманов). Появляются и первые ленты о Великой Отечественной войне (например, снятый в 1967 году М. Бегалиным фильм «За нами Москва», посвящённый подвигу панфиловцев во время обороны Москвы).
В 1967 году на студии «Казахфильм» был снят первый мультипликационный фильм «Почему у ласточки хвост рожками» (режиссёр А. Хайдаров). Мультфильмы А. Хайдарова, Ж. Даненова, Г. Кистауова, А. Абилкасимова, Б. Омарова, Е. Абдрахманова, К. Сейдапова и др. стали важной вехой в истории казахской анимации.
К началу 1970-х годов в казахстанской кинодраматургии известную роль сыграли сценаристы из РСФСР, приобрели известность фильмы по сценариям А. Кончаловского, Э. Тропинина «Конец атамана» (реж. Ш. Айманов) и «Лютый» (реж. Т. Океев, экранизация повести М. Ауэзова), «Алпамыс идёт в школу» (автор сценария Р. Хуснутдинова, реж. А. Карсакбаев), «Транссибирский экспресс» (авторы сценария А. Адабашьян, Н. Михалков при участии А. Кончаловского, реж. Э. Уразбаев), «Кровь и пот» (экранизация одноимённого романа А. Нурпеисова, авторы сценария А. Кончаловский, Р. Тюрин, реж. А. Мамбетов, Ю. Мастюгин). Ключевыми работами казахстанских кинематографистов 1970-х — первой половины 1980-х годов также стали фильмы «Брат мой» (1972, режиссёр А. Карсакбаев), «Снайперы» (1985, режиссёр Б. Шамшиев).
В послевоенный период в Казахской ССР развилась киноиндустрия, производившая в год до восьми полнометражных художественных и более пятидесяти документальных и научно-популярных фильмов. В 1980-е годы в документальном кино проявили себя И. Вовнянко, С. Азимов, О.Рымжанов, В. Рерих, C. Махмутов и другие; документальные фильмы «Тайна раскрытой ладони» О. Абишева, «Прикосновение к вечности» А. Машанова, «Камшат» А. Сулеевой, «Необходима фотография» Ю. Пискунова, «Интервал» С. Азимова, «Город и смог» В. Татенко, «Сцены у фонтана» И. Гонопольского, «Буду защищаться сам» В. Тюлькина, «Кумшагалская история» И. Вовнянко, «Кумшагальская история» (1987), «Реквием по Аралу» (1988), «Жоктау. Хроника мёртвого моря» (1989—1990), «Полигон» (1990) представляют новое осмысление окружающей действительности. Развивается также научно-популярное кино (Л. Мухамедгалиева, B. Белялов, Э. Дильмухамедова).

## Кинематограф Казахской ССР во время перестройки
В годы перестройки был снят кинофильм «Игла», ставший знаменем всего «перестроечного» кинематографа не только Казахстана, но и Советского Союза.
1989 год принёс казахстанским режиссёрам первые призы на престижных международных кинофестивалях: лента «Прикосновение» — была показана в конкурсе Нантского кинофестиваля, «Волчонок среди людей» — во Франкфурте-на-Майне и в Лиссабоне, премьера «Влюблённой рыбки» состоялась в Нью-Йорке. Именно в этот год появилось определение «казахская новая волна».
Казахское национальное кино за рубежом стало известным с 1988—1990 годов, когда фильмы К.Салыкова «Балкон» (1988), С.Апрымова «Конечная остановка» (1989; считается, что этот фильм разрушил советские кинематографические штампы о казахском ауле, благополучной жизни на селе), Т.Теменова «Волчонок среди людей» (1988), А.Айтуарова «Прикосновение» (1989), А.Амиркулова «Гибель Отрара» (1991), Д.Омирбаева «Кайрат» (1991), А.Каракулова «Разлучница» (1991), обратили на себя внимание кинематографической общественности.
Определённую известность приобрели документальные фильмы «Невада-Казахстан» (1989), «Жана-Арка» Е. Абдрахманова (1991), «Хроника необъявленной демонстрации» А. Байгожиной и Н. Чанковой (1991).

## Кинематограф независимого Казахстана
После обретения Казахстаном независимости в 1991 г. появилась первая в Казахстане частная киностудия «Катарсис», идейным вдохновителем которой являлся Максим Смагулов, а председателем правления учредителями был избран кинорежиссёр Байтен Омаров: три из пяти кинолент, снятых в 1990 году, были сделаны на этой студии. В 1989 г. Б. Омаров ушёл из «Катарсиса», основав собственную киностудию «Оркен-фильм», на которой на кредиты банка на базе киностудии «Ялта-фильм» снял двухсерийный боевик «Восточный коридор, или Рэкет по…» Фильм был продан на первых всесоюзных кинорынках в 1991 году и стал первым не только окупившимся, но и заработавшим прибыль независимым казахстанским фильмом. Однако развал в конце 1991 г. Советского Союза, последовавшая с января 1992 г. гиперинфляция и обесценивание рубля, а также отсутствие в Казахстане какой-либо законодательной базы в отношении кино, привело к быстрому закрытию большинства частных киностудий, попытавшихся пойти путём Смагулова и Омарова.
В первые годы независимости государственная киностудия «Казахфильм» начала уделять большое внимание фильмам на историческую тематику: вышли такие исторические фильмы, как «Гибель Отрара», «Абулхаир-хан», «Абай», «Юность Жамбыла». Однако казахстанский зритель не видел «Абая» и «Юность Жамбыла» по причине не налаженной системы кинопроката. Кинокритики обвиняли «Казахфильм», что они делают ставку на фестивальное кино, снимая фильмы только для «фестивалей и кучки кинокритиков». Такие режиссёры, как Абай Карпыков, Бахыт Килибаев, Александр Баранов перебрались работать в Россию, Серик Апрымов — в США.
В начале 1990-х обратили на себя внимание фильмы Е. Шинарбаева «Место на серой треуголке» (1993), Т. Сулейменова «Стрейнджер» (1993), а также фильм С. Нарымбетова «Жизнеописание юного аккордеониста» (1994), удостоенный премии им. Жоржа и Риты Садуль французской Академии киноискусства, Государственной премии РК, независимой премии «Тарлан». В этот период в киноискусстве Казахстана обозначились несколько художественно-стилистических направлений: съёмки остросоциальных авторских фильмов — С. Апрымов, Д. Омирбаев; видеоклиповая эстетика, ориентир на массовую публику — Р. Нугманов, А. Карпыков; фильмы-ретро — С. Нарымбетов; «народное кино» — Б. Шарип, А. Амиркулов, Т. Теменов, Д. Манабай. Документальные фильмы этого периода — «Домусульманские верования и обряды казахов» Б. Каирбекова (1993), «Счастье» С. Дворцевого (1995).
В 1998 году начался перелом в развитии казахстанского кино. Начиная с 1999 года ежегодно при поддержке фонда Сорос-Казахстан проводился фестиваль молодёжного кино «Смотри по-новому», на котором демонстрировались фильмы студентов и выпускников Казахской национальной академии искусств им. Т. Жургенова. В начале 2000-х годов по стране началось строительство кинотеатров, которые начали открываться с 2005 года: в 2009 году в стране работало 129 кинозалов, к концу 2010 года — 196. В 2005 году был снят фильм «Кочевник», который смогли увидеть и зрители Казахстана, убедившись, что отечественное кино реально существует. В 2007 году вышел фильм «Рэкетир», который собрал достаточно большую аудиторию и вызвал огромный интерес. В настоящее время казахстанский кинематограф выпускает 12-15 кинокартин в год.
В 1998 году фильм казахского кинорежиссёра Дарежана Омирбаева «Киллер» удостоился награды «Особое мнение» Каннского кинофестиваля. В 2001 году в программе «Молодое кино фестиваля» был представлен короткометражный фильм «Антиромантика» выпускника Казахской национальной академии искусств Наримана Туребаева.
На начало XXI века (2002 год) в Казахстане действовали 68 кинотеатров.
В 2010 году на киностудии «Казахфильм» были выпущены 12 документальных фильмов.
В 2013—2014 гг. выпускники Казахской национальной академии искусств им. Т. Жургенова Эмир Байгазин и Адильхан Ержанов своими фильмами «Уроки гармонии» (2013) и «Хозяева» (2014) начинают новый этап развития казахстанского кино, поднимающего острые социальные вопросы общественной жизни.

## Казахстанские кинофестивали
В советское время в КазССР кинофестивали и киносмотры проводились в Алма-Ате: Смотр киноискусства республик Центральной Азии и Казахстана (1965); 6-й зональный кинофестиваль республик Центральной Азии и Казахстана (1969); 6 Всесоюзный кинофестиваль (1973); 8-й Всесоюзный фестиваль сельскохозяйственных фильмов (1983); 10-й Всесоюзный фестиваль телевизионных фильмов; 1 республиканский смотр-конкурс работ молодых кинематографистов «Бастау-83» (1983); 19-й Всесоюзный кинофестиваль (1986); 11-й республиканский смотр-конкурс работ молодых кинематографистов «Бастау-87» (1987); 1-й смотр-конкурс Союза кинематографистов КазССР (1989).
В поствоветское время основными кинофестивалями стали:
- Евразия[5]
- Звёзды Шакена[5]
- Международный кинофестиваль экшн-фильмов «Astana»
- Фестиваль казахского кино во Франции, организуемый ежегодно во Франции, Бельгии, Люксембурге и в других странах Европы, Африки, Азии и Америки Французской Ассоциацией казахского кино.
- В 2005—2010 годах ежегодно проходил Республиканский студенческий кинофестиваль «Дидар», с 2011 года действует Международный фестиваль молодых кинематографистов «Бастау»[5].

В разное время на нерегулярной основе проходил ряд достаточно крупных кинофестивалей:
- Республиканский смотр-конкурс «Казахское кино сегодня» (1993)
- 1-7 марта 2011 года прошёл фестиваль документального кино «Новое документальное кино Казахстана»[5]
- 18-22 мая 2012 года прошёл первый[30] кинофестиваль «Симург-Этно-Фест» (основной показ — этнографические и документальные фильмы)[5], на сентябрь 2015 года было намечено проведение второго фестиваля[31].

## Самые кассовые казахстанские фильмы
Рейтинг самых кассовых фильмов кинопроката Казахстана. Цифры даны на 30 декабря 2024 года.
Цветом фона    выделены фильмы, находящиеся в прокате.
| №   | Название фильма                              | Год  | Общие сборы в тенге |
| --- | -------------------------------------------- | ---- | ------------------- |
| 1   | Таптым-ау сені                               | 2023 | 1 834 702 810       |
| 2   | Дастур                                       | 2024 | 1 730 173 992       |
| 3   | Заманback                                    | 2024 | 1 479 987 313       |
| 4   | Брат или брак 3                              | 2024 | 1 300 927 640       |
| 5   | Бизнес по-казахски в Индии                   | 2023 | 1 281 598 850       |
| 6   | Бизнес по-казахски в Турции                  | 2022 | 1 185 801 720       |
| 7   | Таптым-ау сені 2                             | 2024 | 1 177 275 606       |
| 8   | Бизнес по-казахски в Корее                   | 2019 | 1 139 314 940       |
| 9   | Жездуха                                      | 2024 | 1 050 747 530       |
| 10  | Хотя бы в кино 2                             | 2023 | 1 006 001 620       |
| 11  | Бизнес по-казахски в Бразилии                | 2024 | 1 000 000 200       |
| 12  | Кеттік бәрін таста                           | 2024 | 959 651 930         |
| 13  | Хотя бы в кино 3                             | 2024 | 952 757 480         |
| 14  | Мыржакып. Проснись, казах!                   | 2023 | 908 942 700         |
| 15  | Джохан                                       | 2022 | 856 167 410         |
| 16  | Маған назар аудар                            | 2023 | 818 844 800         |
| 17  | Бизнес по-казахски в Африке                  | 2019 | 772 386 445         |
| 18  | Coco & Janbo                                 | 2023 | 760 711 170         |
| 19  | Келинжан                                     | 2022 | 694 231 731         |
| 20  | Приговор                                     | 2024 | 667 968 720         |
| 21  | Свое гнездо, любой ценой                     | 2024 | 667 388 300         |
| 22  | Бизнес по-казахски в Америке                 | 2017 | 581 000 000         |
| 23  | Аким                                         | 2019 | 577 833 150         |
| 24  | I GO TO SCHOOL                               | 2022 | 556 844 180         |
| 25  | Келинжан 2                                   | 2023 | 556 740 160         |
| 26  | Женатый холостяк                             | 2022 | 551 224 990         |
| 27  | Квартиранты                                  | 2022 | 544 794 274         |
| 28  | Бишарашки                                    | 2022 | 533 941 570         |
| 29  | Пацанская история                            | 2022 | 525 491 180         |
| 30  | Женюсь на дочке богача                       | 2023 | 521 702 510         |
| 31  | Мой папа — тигр                              | 2024 | 514 156 690         |
| 32  | Томирис                                      | 2019 | 508 290 200         |
| 33  | Брат или брак 2                              | 2019 | 503 177 680         |
| 34  | Дос-Мукасан                                  | 2022 | 489 410 050         |
| 35  | Qazaq alemi                                  | 2024 | 483 526 470         |
| 36  | Брат или брак                                | 2017 | 454 539 600         |
| 37  | Давайте съедем                               | 2023 | 410 513 150         |
| 38  | Мой джинн                                    | 2023 | 389 267 400         |
| 39  | Жар-Жар                                      | 2023 | 368 687 270         |
| 40  | Нас двое                                     | 2024 | 352 968 692         |
| 41  | Дубай любой ценой                            | 2023 | 350 857 770         |
| 42  | Бишарашки 2                                  | 2024 | 340 126 180         |
| 43  | Моя большая казахская семья                  | 2022 | 325 557 220         |
| 44  | Ажырасам                                     | 2023 | 319 086 290         |
| 45  | Донор                                        | 2022 | 317 487 180         |
| 46  | Так получилось                               | 2024 | 313 457 830         |
| 47  | Честные мошенники                            | 2024 | 306 387 190         |
| 48  | Бизнес по-казахски                           | 2016 | 299 700 700         |
| 49  | Афган                                        | 2024 | 299 061 300         |
| 50  | Казахи против пришельцев                     | 2022 | 298 818 010         |
| 51  | Войско мын бала                              | 2012 | 296 800 000         |
| 52  | Хотя бы в кино                               | 2022 | 291 486 000         |
| 53  | Родной 2                                     | 2024 | 288 533 280         |
| 54  | Джохан 2                                     | 2023 | 276 522 490         |
| 55  | Коке                                         | 2024 | 273 896 260         |
| 56  | Нурикамал                                    | 2024 | 273 854 960         |
| 57  | Келинка Сабина 3                             | 2022 | 269 277 710         |
| 58  | Любую проблему решаем                        | 2023 | 268 682 570         |
| 59  | Жол                                          | 2023 | 265 916 312         |
| 60  | Капкарашка: Кубинская история                | 2024 | 265 235 510         |
| 61  | Научи меня жить                              | 2023 | 261 627 940         |
| 62  | Отряд особого назначения                     | 2023 | 252 797 150         |
| 63  | Соседи                                       | 2024 | 252 749 970         |
| 64  | Оттеги                                       | 2024 | 252 422 000         |
| 65  | Zero                                         | 2023 | 252 018 409         |
| 66  | Родной                                       | 2023 | 251 042 880         |
| 67  | Где мой дом?                                 | 2023 | 241 551 114         |
| 68  | Нвп ағай                                     | 2024 | 228 062 270         |
| 69  | Ауылбайский участковый                       | 2023 | 227 612 170         |
| 70  | Тастаймын-ау сени                            | 2024 | 225 826 190         |
| 71  | Агашки по вызову 2                           | 2022 | 225 326 350         |
| 72  | Бесконечная свадьба                          | 2023 | 220 893 580         |
| 73  | Анель                                        | 2024 | 219 646 660         |
| 74  | Дорога к отцу                                | 2023 | 216 434 160         |
| 75  | Супер агенты                                 | 2022 | 215 256 900         |
| 76  | Почти мачо                                   | 2022 | 213 849 950         |
| 77  | Каш                                          | 2022 | 213 537 180         |
| 78  | Меня зовут Кызболсын                         | 2024 | 210 601 421         |
| 79  | Сакура                                       | 2024 | 200 394 154         |
| 80  | Районы                                       | 2016 | 200 000 000         |
| 81  | Мой джинн 2                                  | 2024 | 199 172 952         |
| 82  | Агашки по вызову                             | 2022 | 198 566 820         |
| 83  | Жауап бер                                    | 2024 | 196 428 060         |
| 84  | Erkeбай                                      | 2024 | 189 920 830         |
| 85  | Моя большая казахская семья: Операция Бажухи | 2023 | 186 342 851         |
| 86  | Операция "Алтын Адам"                        | 2022 | 186 324 720         |
| 87  | Девушка-аким                                 | 2023 | 185 156 670         |
| 88  | Счастье                                      | 2023 | 184 339 940         |
| 89  | Неизвестные герои                            | 2023 | 183 965 100         |
| 90  | Аппақ келін                                  | 2023 | 180 543 930         |
| 91  | Сәлем, Европа!                               | 2024 | 179 526 480         |
| 92  | Свадьба на троих                             | 2015 | 174 000 000         |
| 93  | Хам кафе                                     | 2024 | 157 863 880         |
| 94  | Каникулы off-line 3                          | 2023 | 157 602 800         |
| 95  | Бишарашки в Таиланде                         | 2024 | 154 289 570         |
| 96  | Бешбармак                                    | 2023 | 151 085 550         |
| 97  | Дорога к матери                              | 2016 | 147 000 000         |
| 98  | Бизнесмены                                   | 2018 | 145 000 000         |
| 99  | Ты - босс                                    | 2023 | 140 124 160         |
| 100 | Келин особого назначения                     | 2022 | 136 929 990         |